# Pocadicnemis americana
Pocadicnemis americana là một loài nhện trong họ Linyphiidae.
Loài này thuộc chi Pocadicnemis. Pocadicnemis americana được Alfred Frank Millidge miêu tả năm 1976.